# Pertinax (plastmaterial)

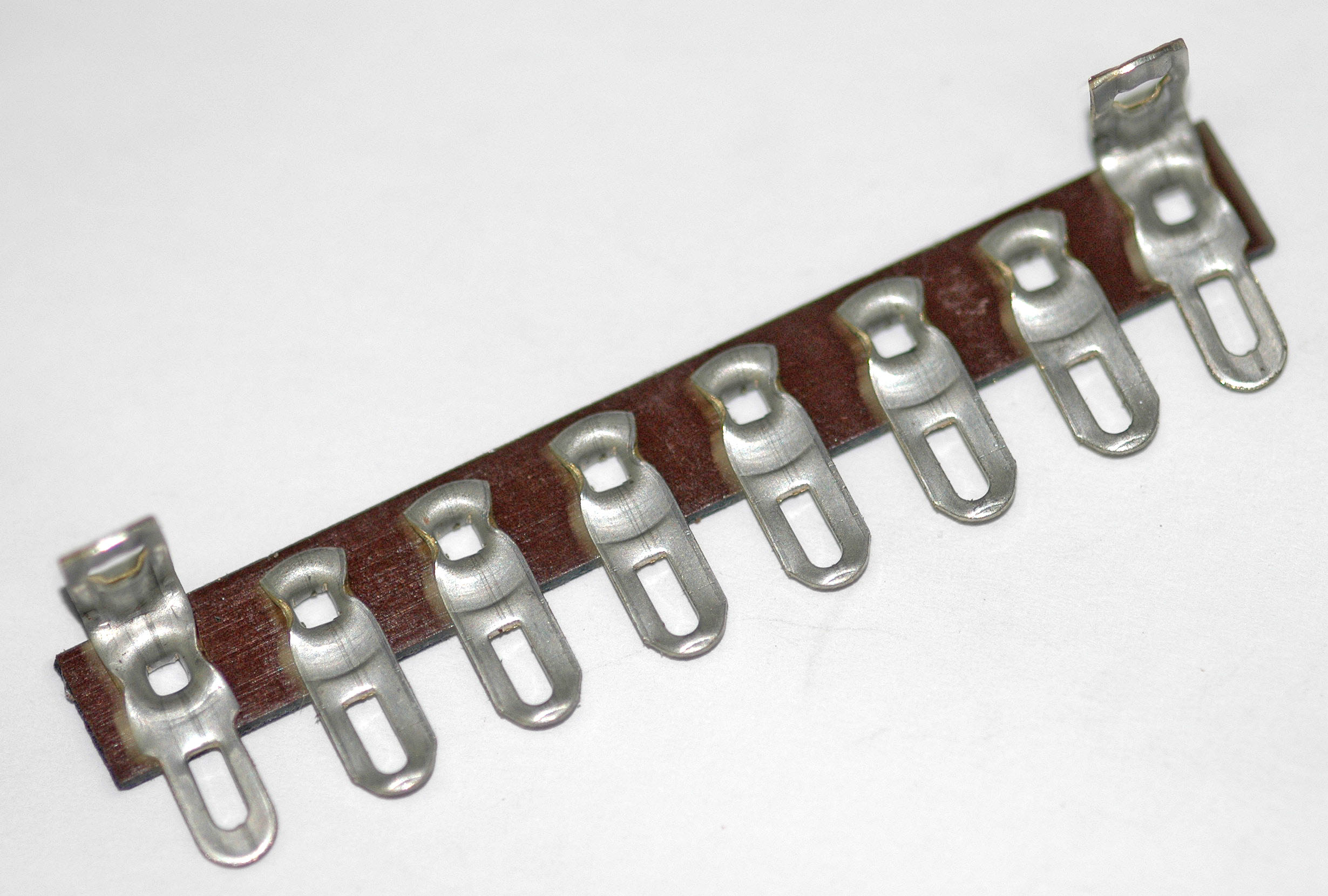
Kopplingsdon på en Pertinaxplatta.

Pertinax är ett varumärke för ett plastmaterial. Det har som de flesta plastmaterial har god elektrisk isolationsförmåga. Pertinax är bakelit (också ett varumärke) armerad med papper, textil eller glasfiber, som ger god styrka.  
Pertinax registrerades som varumärke i Tyskland under tidigt 1900-tal, och kom snart till användning i många elektriska apparater, typ radioapparater.   
Materialet används bland annat som stomme till kretskort (elektronik) samt till vissa tunnväggiga rör i speciella applikationer.
Den östtyska bilen Trabant hade ett karosseri som delvis bestod av ett liknande material. Då användes bomullsväv som armering.   